# Georg von Derfflinger
Georg von Derfflinger (Neuhofen an der Krems, 20 de março de 1606 – Gusow, 14 de fevereiro de 1695) foi um marechal de campo do exército de Brandemburgo durante e após a Guerra dos Trinta Anos.

## Primeiros anos
Nascido em 1606 em Neuhofen an der Krems, no Arquiducado da Áustria, em uma família de camponeses protestantes pobres, Derfflinger teve que deixar sua casa devido à perseguição religiosa sob a dinastia Habsburgo no contexto da Contrarreforma. Provavelmente lutou ao lado dos nobres boêmios insurgentes liderados por Jindřich Matyáš Thurn e serviu nas forças armadas de várias potências protestantes combatentes, inicialmente no exército da Saxônia, mas a maior parte do tempo no do Reino da Suécia. Até a Paz de Vestfália de 1648, destacou-se como um líder de cavalaria habilidoso e audacioso, ganhando reputação por seu brilhantismo e bravura, o que em 1654 levou o Eleitor Frederico Guilherme de Brandemburgo a oferecer-lhe uma posição sênior em seu exército.

## Personalidade
Derfflinger era supostamente um notório beberrão que constantemente consumia schnapps, mas sua paixão pelo álcool não prejudicava suas habilidades militares. Seu casamento, em 1646, com uma herdeira da nobreza de Brandemburgo já lhe havia garantido várias propriedades, que ele conseguiu ampliar com terras concedidas por suas façanhas militares. Soldado por toda a vida, Derfflinger não teve educação formal, mas foi incumbido pelo Eleitor de diversas tarefas militares importantes e desempenhou um papel central na reforma da cavalaria e da artilharia de Brandemburgo. Ele tinha uma relação extremamente conturbada com Frederico Guilherme e frequentemente discutia com ele, chegando a pedir demissão em certo momento. Para ser readmitido, escreveu uma lista de exigências incríveis, incluindo uma cláusula estipulando que ninguém poderia entrar em combate antes dele e que teria direito a uma porcentagem do saque e dos oficiais capturados em cada batalha.

## Serviço em Brandemburgo
Em 1674, Derfflinger foi elevado a Reichsfreiherr pelo imperador Leopoldo I. Um ano depois, foi decisivo na derrota dos suecos e na sua expulsão de Brandemburgo. Ele se passou por um oficial sueco (feito possível pelo fato de ter servido nos exércitos da Suécia) e conseguiu convencer os suecos a abrir os portões de Rathenow, permitindo que ele e 1 000 dragões próximos tomassem a fortaleza. Também comandou na Batalha de Fehrbellin, onde obteve uma vitória decisiva sobre os suecos liderados por Carlos XI da Suécia, que ocupavam Brandemburgo, saqueavam o campo e abusavam da população local. Sua última campanha militar foi em 1690 contra o rei Luís XIV de França, quando já tinha 84 anos. Derfflinger faleceu em suas propriedades em Gusow.

## Legado
O cruzador de batalha da Marinha Imperial Alemã SMS Derfflinger foi nomeado em sua homenagem.